# Giovanni Arcioni
Giovanni Arcioni (* 2. März 1827 in Corzoneso; † 15. Dezember 1898 ebenda) war ein Schweizer Schriftsteller.

## Leben
Giovanni Arcioni war der Sohn des Bauern Guglielmo Arcioni. Bereits als Jugendlicher wanderte er nach Tortona in Italien aus, arbeitete zeitweise in Paris und ging 1854 als Goldsucher nach Australien. 1861 kehrte er enttäuscht zurück und arbeitete nun wieder in Paris, bevor er seine letzten Jahre in seinem Geburtsort verbrachte.
Giovanni Arcioni beschrieb in seinem Tagebuch Journal sur la mer, das er später in Memorie di un emigrante ticinese in Australia umbenannte, seine Reise von Liverpool nach Melbourne und seine Erlebnisse als Goldsucher in Australien. Er ergänzte die Beschreibungen durch Details aus dem wirtschaftlichen Leben, in dem es um Preise, Löhne und Abrechnungen ging. Das Werk enthält dazu über ein Dutzend Gedichte in italienischer, französischer und englischer Sprache, die von der Liebe und Alltagsbegebenheiten handeln.
Giovanni Arcioni war verheiratet mit Luigia Galli.

## Schriften (Auswahl)
- Giorgio Cheda (Hrsg.): Memorie di un emigrante ticinese in Australia. Lugano 1974.